# لويس دون
لويس دون (بالإنجليزية: Louis Dunne)‏ هو لاعب كرة قدم بريطاني، ولد في 7 سبتمبر 1998 في كولشيستر في المملكة المتحدة. شارك مع منتخب جمهورية أيرلندا تحت 17 سنة لكرة القدم ومنتخب جمهورية أيرلندا لكرة القدم. أما مع النوادي، فقد لعب مع كولتشستر يونايتد.

## وصلات خارجية
- لويس دون على موقع قاعدة بيانات كرة القدم.إي يو (الإنجليزية)
- لويس دون على موقع Soccerbase.com (لاعب) (الإنجليزية)
- لويس دون على موقع Soccerway.com (الإنجليزية)